# Sint-Eloois-Winkel Sport
K. Sint-Eloois-Winkel Sport is een Belgische voetbalclub uit Sint-Eloois-Winkel. De club is aangesloten bij de KBVB met stamnummer 4408 en heeft rood en zwart als kleuren.
In oktober 2023 werd bekend dat de eerste ploeg van Sint-Eloois-Winkel Sport na het lopende seizoen ging stoppen. De ploeg kwam uit in eerste nationale, de hoogste amateurafdeling in het voetbal. Voorzitter en hoofdsponsor Geert Cool verliet de club en daardoor kon Winkel Sport financieel niet meer overleven.

## Geschiedenis
De club werd als Voetbalclub Sint-Eloois-Winkel Sport opgericht in 1940, in de Tweede Wereldoorlog. Aanvankelijk speelde men in het Katholiek Vlaamsch Sportverbond, een met de KBVB concurrerende bond. In 1946 sloot men zich dan aan bij de Belgische Voetbalbond als Sint-Eloois-Winkel Sport en ging van start in de provinciale reeksen. De club klom op in het provinciale voetbal en van 1964 tot 1983 speelde men 19 jaar onafgebroken in Eerste Provinciale. Daarna zakte de club echter wat weg, tot men zelfs moest vechten voor behoud in Derde Provinciale. Halverwege de jaren 90 zou de club echter een opgang maken. Bij het 50-jarig bestaan in 1991 werd de club koninklijk.
In 1995 werd Winkel Sport kampioen in zijn reeks in Derde Provinciale en promoveerde weer naar Tweede. Twee jaar later, in 1997, kon men ook terugkeren naar Eerste Provinciale. De ploeg was tweede geëindigd na Eendracht Wervik en in de eindronde weliswaar uitgeschakeld door FC Kuurne Sport, maar door de promotie van Racing Waregem naar Bevordering kon Sint-Eloois-Winkel toch promoveren. Nog eens twee jaar later, in 1999, pakte men ook in Eerste Provinciale een tweede plaats, opnieuw na Wervik. Door de fusie van KSK Roeselare en KFC Roeselare in de nationale reeksen kwam er echter een extra plaats vrij, en Sint-Eloois-Winkel Sport mocht zo mee promoveren. Voor het eerst stootte de club zo door naar de nationale reeksen. Daarenboven won men dat seizoen ook de Beker van West-Vlaanderen.
Sint-Eloois-Winkel debuteerde in Vierde Klasse met een vijfde plaats. Het tweede seizoen verliep moeizamer, maar in zijn derde seizoen in Vierde Klasse werd de club derde en mocht voor het eerst naar de eindronde. Daar bleek FC Verbroedering Meerhout echter te sterk. De club bleef zich ook de volgende seizoenen goed handhaven en eindigde er meestal bij de beteren. In 2007 eindigde Winkel Sport als tweede en mocht het nog eens naar de eindronde. Na winst tegen K. Lyra TSV werd men er ditmaal uitgeschakeld door RAA Louviéroise. In 2008 eindigde men weer helemaal bovenin. Winkel Sport behaalde evenveel punt als SC Wielsbeke, maar met een slechter doelsaldo. Wielsbeke werd zo kampioen, Sint-Eloois-Winkel pakte naast de titel, maar mocht naar de eindronde. Na winst tegen KSK Hasselt werd men ook daar echter opnieuw uitgeschakeld, nu door RFC Union La Calamine. In 2008/09 streed Sint-Eloois-Winkel voor het derde jaar op rij mee voor de titel, maar voor de derde keer op rij strandde het op een tweede plaats. En net als de vorige keren lukte het ook deze keer niet om via de eindronde promotie af te dwingen. Ditmaal werd de ploeg uitgeschakeld door KSK Hasselt. 
In 2014 won de club in de eindronde van OMS Ingelmunster en KVK Westhoek, maar verloor ze van KSC Grimbergen. Door het faillissement van RWDM Brussels FC kwam er echter een extra plaats vrij in Derde klasse, waardoor Sint-Eloois-Winkel toch promoveerde. Na een zevende plaats in het seizoen 2014/15 werd Sint-Eloois-Winkel in het seizoen daarop tweede, op vijf punten van kampioen KFC Vigor Wuitens Hamme. Door de competitiehervormingen van 2016 had Sint-Eloois-Winkel in het seizoen 2016/17 in principe kunnen aantreden in Eerste klasse amateurs, maar doordat het geen licentie aanvroeg werd het ondergebracht in Tweede klasse amateurs. Uiteindelijk promoveerde de club toch naar de hoogste amateurklasse: nadat het twee seizoenen op rij de eindronde haalde, waarin verloren werd van respectievelijk SC Eendracht Aalst en KFC Vigor Wuitens Hamme, werd de club in het seizoen 2018/19 kampioen.
Sint-Eloois-Winkel had het niet gemakkelijk in Eerste klasse amateurs: de club boekte pas op de zesde speeldag zijn eerste zege en bleef het hele seizoen onderin hangen. Toen de competitie in maart 2020 werd stilgelegd vanwege de coronapandemie, stond de club laatste. De club kon het behoud echter verzekeren door de faillissementen en licentieproblemen van KSC Lokeren, KSV Roeselare en Excelsior Virton – enkel nummer 15, AFC Tubize, degradeerde. In het tussenseizoen verloor de club naast Benjamin Lutun, die na zeven seizoenen naar FC Gullegem trok, ook trainer Danny Lavens, die na negen jaar bij Sint-Eloois-Winkel met pensioen ging. Onder zijn opvolger Jeffry Verhoeven begon Sint-Eloois-Winkel in het seizoen 2020/21 met een 2-1-nederlaag tegen Tess Sport en een 3-0-zege tegen La Louvière Centre, maar daarna werd de competitie opnieuw stilgelegd vanwege de coronapandemie.
In oktober 2023 werd bekend dat de eerste ploeg van Sint-Eloois-Winkel Sport na het lopende seizoen ging stoppen. De ploeg kwam uit in eerste nationale, de hoogste amateurafdeling in het voetbal. Voorzitter en hoofdsponsor Geert Cool verliet de club en daardoor kon Winkel Sport financieel niet meer overleven. Winkel Sport gaat verder met de B-ploeg in Derde Provinciale C en met de jeugdploegen.

## Resultaten
| Seizoen | Klasse | Klasse | Klasse | Klasse | Klasse | Klasse | Klasse | Klasse | Klasse | Reeks              | Punten                                                   | Opmerkingen                                                        |
|         | I      | I      | II     | III    | IV     | P.I    | P.II   | P.III  | P.IV   |                    |                                                          |                                                                    |
| ------- | ------ | ------ | ------ | ------ | ------ | ------ | ------ | ------ | ------ | ------------------ | -------------------------------------------------------- | ------------------------------------------------------------------ |
| 1993/94 |        |        |        |        |        |        |        | 4      |        | Derde prov. W-Vl   |                                                          |                                                                    |
| 1994/95 |        |        |        |        |        |        |        | 1      |        | Derde prov. W-Vl   |                                                          |                                                                    |
| 1995/96 |        |        |        |        |        |        | 10     |        |        | Tweede prov. W-Vl  |                                                          |                                                                    |
| 1996/97 |        |        |        |        |        |        | 2      |        |        | Tweede prov. W-Vl  |                                                          |                                                                    |
| 1997/98 |        |        |        |        |        | 6      |        |        |        | Eerste prov. W-Vl  |                                                          |                                                                    |
| 1998/99 |        |        |        |        |        | 2      |        |        |        | Eerste prov. W-Vl  |                                                          |                                                                    |
| 1999/00 |        |        |        |        | 5      |        |        |        |        | Vierde klasse A    |                                                          |                                                                    |
| 2000/01 |        |        |        |        | 11     |        |        |        |        | Vierde klasse A    | 36                                                       |                                                                    |
| 2001/02 |        |        |        |        | 3      |        |        |        |        | Vierde klasse A    | 51                                                       | Verlies in eindronde voor promotie tegen Verbroedering Meerhout    |
| 2002/03 |        |        |        |        | 4      |        |        |        |        | Vierde klasse A    | 52                                                       |                                                                    |
| 2003/04 |        |        |        |        | 4      |        |        |        |        | Vierde klasse A    | 51                                                       |                                                                    |
| 2004/05 |        |        |        |        | 10     |        |        |        |        | Vierde klasse A    | 37                                                       |                                                                    |
| 2005/06 |        |        |        |        | 4      |        |        |        |        | Vierde klasse A    | 58                                                       |                                                                    |
| 2006/07 |        |        |        |        | 2      |        |        |        |        | Vierde klasse A    | 59                                                       | Verlies in eindronde voor promotie tegen RAA Louviéroise           |
| 2007/08 |        |        |        |        | 2      |        |        |        |        | Vierde klasse A    | 55                                                       | Verlies in eindronde voor promotie tegen RFC Union La Calamine     |
| 2008/09 |        |        |        |        | 2      |        |        |        |        | Vierde klasse A    | 58                                                       | Verlies in eindronde voor promotie tegen KSK Hasselt               |
| 2009/10 |        |        |        |        | 8      |        |        |        |        | Vierde klasse A    | 37                                                       |                                                                    |
| 2010/11 |        |        |        |        | 12     |        |        |        |        | Vierde klasse A    | 34                                                       |                                                                    |
| 2011/12 |        |        |        |        | 7      |        |        |        |        | Vierde klasse A    | 49                                                       |                                                                    |
| 2012/13 |        |        |        |        | 3      |        |        |        |        | Vierde klasse A    | 51                                                       |                                                                    |
| 2013/14 |        |        |        |        | 3      |        |        |        |        | Vierde klasse A    | 60                                                       | Promotie door vrijgekomen plaats na faillissement RWDM Brussels FC |
| 2014/15 |        |        |        | 7      |        |        |        |        |        | Derde klasse A     | 54                                                       |                                                                    |
| 2015/16 |        |        |        | 2      |        |        |        |        |        | Derde klasse A     | 63                                                       |                                                                    |
|         | 1A     | 1B     | 1Am    | 2Am    | 3Am    | P.I    | P.II   | P.III  | P.IV   |                    | Vanaf 2016-17 zijn er 3 nationale en 2 regionale niveaus | Vanaf 2016-17 zijn er 3 nationale en 2 regionale niveaus           |
| 2016/17 |        |        |        | 5      |        |        |        |        |        | Tweede klasse Am.  | 53                                                       | Verlies in eindronde voor promotie tegen SC Eendracht Aalst        |
| 2017/18 |        |        |        | 3      |        |        |        |        |        | Tweede klasse Am.  | 55                                                       | Verlies in eindronde voor promotie tegen KFC Vigor Wuitens Hamme   |
| 2018/19 |        |        |        | 1      |        |        |        |        |        | Tweede klasse Am.  | 69                                                       |                                                                    |
| 2019/20 |        |        | 16     |        |        |        |        |        |        | Eerste klasse Am.  | 13                                                       | competitie vroegtijd stopgezet vanwege de coronapandemie           |
| 2020/21 |        |        | 7      |        |        |        |        |        |        | Eerste nationale   | 3                                                        | competitie vroegtijd stopgezet vanwege de coronapandemie           |
| 2021/22 |        |        | 7      |        |        |        |        |        |        | Eerste nationale   | 44                                                       |                                                                    |
| 2022/23 |        |        | 15     |        |        |        |        |        |        | Eerste nationale   | 42                                                       |                                                                    |
| 2023/24 |        |        | 11     |        |        |        |        |        |        | Eerste nationale   | 46                                                       | Eerste ploeg wordt ontbonden na dit seizoen                        |
| 2024/25 |        |        |        |        |        |        |        | 7      |        | Derde prov. W-Vl C | 46                                                       |                                                                    |
| 2025/26 |        |        |        |        |        |        |        |        |        | Derde prov. W-Vl C |                                                          |                                                                    |

## Bekende (ex-)spelers
- Dirk Beheydt (? - 1975)
- Sven Dhoest (2016-2019)
- Romain Haghedooren (2013-2016)
- Boris Kudimbana (2021-heden)
- Nicaise Kudimbana (2021-heden)
- Zakari Junior Lambo (2018-2019)
- Benjamin Lutun (2013-2020)
- Hervé Onana (2014-2015)
- Daan Van Gijseghem (2015-2016)
- Günther Vanaudenaerde (2015-2019)
- Jeroen Vanthournout (2016-2017)
- Souleymane Youla (2018-2019)